# 新洲区
新洲区（しんしゅう-く）は中華人民共和国湖北省武漢市に位置する市轄区。

## 行政区画
- 街道:邾城街道、陽邏街道、倉埠街道、汪集街道、李集街道、三店街道、潘塘街道、旧街街道、双柳街道、漲渡湖街道、辛沖街道、徐古街道
- 鎮:鳳凰鎮

## 交通
- 武漢地下鉄・陽邏線

## 健康・医療・衛生
- 武漢市新洲区人民医院
- 新洲区人民医院
- 湖北省第三人民医院（陽邏院区）
- 武漢市新洲区中医医院